# Prosper Mortou
Prosper Jean Auguste Pierre Mortou, né le 23 octobre 1862 à Laval et mort le 2 mai 1925, est un musicien français.

## Origine
Prosper Mortou est né chez sa grand-mère, place Hardy de-Levaré. Il fait ses premiers pas, dans le café familial : le café du Théâtre, où son père, entrepreneur de menuiserie, passionné de musique, est aussi chef machiniste des spectacles pendant de nombreuses années. Son premier terrain de jeu sera les caves avec les décors et les accessoires qui s'y entremêlent, monde fascinant de la scène à laquelle il vouera une grande partie de sa création. Enfant unique, il sera adoré, couvé toute sa vie et ne quittera jamais ses parents.

## Le lyrique
Dans ce milieu de petits-bourgeois aisés, il pourra s'adonner à la musique. Il saura profiter de la vogue que connaît la musique, le lyrique en particulier, aux alentours des années 1900. Il n'était pas rare à l'époque de voir se dérouler une vingtaine de soirées lyriques en une seule saison, dans une petite ville comme Laval (31 000 habitants en 1901) où il est chef de bureau à la Préfecture de la Mayenne. À son instigation, plusieurs groupes musicaux naissent à Laval, une émulation se crée. En 1887, il fonde la Lyre lavalloise qui concurrence la « Municipale ». Tous déploient une intense activité. La musique fait descendre la foule dans la rue. Défilés, concerts, concours se succèdent, c'est la fête perpétuelle. Dans ce contexte Prosper Mortou sera, à la foi, compositeur, chef d'orchestre, animateur et philanthrope.

## Le compositeur
Né dans les coulisses d'un théâtre, il sera surtout tenté par l'opéra-comique. Son Opérette « Le Masque de velours » est donnée en « première mondiale » le 23 mai 1885. Ce fut un triomphe. Il écrit ainsi neuf opéras, trois musiques de ballet, cinq saynètes, ou pantomimes mêlant texte et musique. Dans la plupart de ses œuvres, l'argument littéraire est constamment présent. Sa formation musicale a laissé peu de trace. On sait seulement que voyant son intérêt pour la musique ses parents lui ont fait donner des leçons de violon par un certain M. Voisin. Il ne s'illustre guère comme interprète. Quant à ses études de composition, il les fait très certainement seul. On peut donc supposer qu'il ne possédait pas une technicité suffisante pour pouvoir développer un thème musical sans support musical. Du « Masque de velours » au « Capitaine Fanfaron » il travaille le plus souvent avec Eugène Alberge. Celui-ci signe le livret de « Dépit d'amour », un opéra-comique annoncé à grand renfort de publicité. Les mélodies en sont rapidement sur toutes les lèvres. Les auteurs font éditer les couplets, cette mélodie détachée est créée par A. Tisseyre, au théâtre de l'Athénée St-Germain à Paris.

## La gloire
Entre 1902 et 1904, Prosper Mortou acquiert la gloire nationale. Ses œuvres et travaux sont couronnés par le succès et les distinctions les plus hautes. En 1902 « Terre d'Armor » enthousiasme la Bretagne. Dans le premier numéro de cette ode symphonique la fée Viviane ensorcelle le public. En 1903, il est décoré des mains mêmes du Président de la République. Il devient officier de l’Instruction publique en 1903.

## Slava
En 1904 « Slava » est créée au « Journal » à Paris. Cette comédie est l'une des œuvres les plus marquantes de Prosper Mortou. Le thème de son livret tombait on ne peut mieux dans les dix années qui ont précédé la guerre 1914-1918. Il exalte le peuple d'un imaginaire pays des Balkans à se soulever contre l'occupant. Le duo final « Relève toi, Mère patrie, tes enfants dans l'adversité... » n'a pas dû passer inaperçu. En 1905, il prend sa retraite professionnelle.

## Revue à grand spectacle
En 1911, changement de décor, les compères Mortou-Lelièvre se lancent dans la revue à grand spectacle « Laval… et vous ». La formule est simple : on reprenait des airs à la mode, on y adaptait un nouveau texte. Les décors représentaient la ville, des personnages célèbres défilaient. Les auteurs ne prenaient aucun risque. Malgré des critiques fraîches (« le mieux que nous puissions faire est de n'en point parler »), cela fonctionne. Outre ces musiques de spectacle, il composa de nombreuses mélodies dont la fameuse « Laval » qui bénéficia de trois éditions et rendait hommage au maire de Laval, Victor Boissel. Elle fut créée par M. Veille, chantre de la cathédrale pendant 40 ans et soliste de nombreux concerts.

## L'organisateur
Voulant être partout où on faisait de la musique, il a participé très rapidement aux différentes sociétés, puis fondé les siennes. L'arrêté d'autorisation préfectoral du 15 décembre 1888 constitue la date de naissance de la « Lyre Lavalloise ». Elle a vécu jusqu'en 1914. Participant à toutes les fêtes elle a tenu la vedette lors du passage du Président de la République, Félix Faure. Non seulement elle a joué sur le parcours du cortège officiel ainsi que les autres harmonies et orphéons, mais encore lors des réceptions et du banquet; elle a clos la journée par un concert exceptionnel. La concurrence entre les divers groupes musicaux était terrible, c'était à celui qui présenterait le plus grand nombre de musiciens. Le coup de « bluff » était courant. Par exemple on embauchait des figurants ne connaissant rien à la musique mais faisant semblant de jouer. En 1907, Mortou rassemble autour de lui le « Groupe Symphonique », par delà les clivages (...) les amateurs des deux sexes note L'Avenir de la Mayenne, un quotidien de l'époque. En 1912, il forme un dernier ensemble « Le Groupe orphéonique de Laval ».

## Un homme du présent
Il dirigera aussi l’Étoile Féminine, société sportive dont il fut le premier président (il a écrit des saynètes pour ses gymnastes). Prosper Mortou n'a jamais eu l'ambition de composer pour la postérité; il est un homme de son temps qui se contente d'enfoncer le clou là où il est. Il sait aussi s'entourer de personnes intéressantes : ses librettistes sont éditeurs (Émile Lelièvre) ou introduits dans le milieu de l'édition (Eugène Alberge était typographe et aussi entreprenant que lui). Il est couvert d'honneurs de son vivant. Officier de l'instruction publique, Premier prix de l' Académie du Maine, on parle de lui jusqu'à Paris. Il sait parfaitement exploiter toutes les possibilités qui s'offrent à lui. Il a la finesse de délimiter son public et de répondre à ses goûts en lui procurant les produits qu'il demande. S'il a marqué le début du XXe siècle, il ne passe pas le cap de la postérité, sa musique étant trop marquée par son époque pour émouvoir les sensibilités d'aujourd'hui.

## La peinture
Pressé par le désir incessant de communiquer, Prosper Mortou a utilisé tous les modes d'expression accessibles à l'époque : musique, mais aussi écriture et peinture. Critique il a participé à la chronique théâtrale de nombreuses parutions et livré au public, en 1902, un petit recueil de poésies qu'il dit avoir écrit « sans prétentions ». Véritable touche-à-tout, il s'est essayé au dessin et à la peinture avec une facilité toute naturelle. Il a crayonné sur tout ce qui lui tombait sous la main et sans avoir jamais pris de leçon. Il a peint de charmants paysages à l'huile. Il semble n'en avoir jamais fait commerce.